# 基山町立若基小学校
基山町立若基小学校（きやまちょうりつ わかきしょうがっこう）は、佐賀県三養基郡基山町けやき台にある公立小学校。

## 概要
歴史
1990年（平成2年）に基山町立基山小学校から分離する形で新設された。2025年（令和7年）に創立35周年を迎える。
校歌
1990年（平成2年）に制定。作詞は櫻井直男、作曲は日下部徳一郎による。歌詞は3番まであり、各番に校名の「若基小」が登場する。
校区
「三養基郡基山町」のうち、「行政区 6区、12区、13区、14区、15区、16区、17区」の地域。ただし、小規模特認校制度を利用すれば、町内全域から通学可能。中学校区は基山町立基山中学校。

## 沿革
設立までの経緯
- 1974年（昭和49年）7月 - 基山町総合計画構想に「第二小学校」の建設を計画。
- 1986年（昭和61年）
  - 6月 - 基山町総合計画により第二小学校の建設が決定。基山町立学校区域審議会へ通学区域について諮問。
  - 10月 - 基山町通学区域審議会が答申。
- 1987年（昭和62年）9月 - 第二小学校建設に係る基本設計が完成。
- 1988年（昭和63年）7月 - 学校用地を買収。
- 1989年（平成元念）
  - 1月 - 校名を「基山町立若基小学校」に決定。
  - 2月 - 体育館とプールが完成。
- 1990年（平成2年）3月 - 校章を決定。校舎棟等が完成。

開校
- 1990年（平成2年）
  - 4月1日 - 「基山町立若基小学校」（現校名）が開校。
  - 9月 - 校歌を制定。
  - 10月 - 運動場アスレチック施設が完成。
- 1992年（平成4年）3月 - 電気焼窯室が完成。
- 1994年（平成6年）3月 - 校舎（第2期工事）が完成。
- 2007年（平成19年）8月 - 学童保育「コスモス教室」が校舎内に移転。
- 2021年（令和3年）
  - 1月 - 創立30周年記念行事｢若基っ子フェスティバル｣を開催。
  - 4月 - 小規模特認校制度を導入。

## 交通
最寄りの鉄道駅
- JR九州 鹿児島本線「けやき台駅」

最寄りの幹線道路
- 国道3号 「基山登山口」交差点
- 福岡県道・佐賀県道17号久留米基山筑紫野線（鳥栖筑紫野道路）「城戸IC」

## 周辺
- 基山総合公園・多目的運動場・基山町民会館
- 東明館中学校・高等学校
- ふれあい夢広場・北部公園
- 白坂愛宕神社
- 高原川